# Куэшта
Куэшта — пещера, расположенная недалеко от деревни Кузнецовка (Иглинский район, Республика Башкортостан), на юго-западном подножии горы Куэшта. Стены пещеры представляют собой гипсы и ангидриты кунгурского яруса. С 1965 года является памятником природы.

## Описание
Пещера представляет собой коридор, углубляющийся в юго-западном направлении. Пещера сквозная, основной вход расположен на высоте 15 м от уровня реки, имеет высоту 2,5 м и ширину – 7 м. Суммарная длина ходов 1094 м, ширина – 5 м, высота – 2 м, амплитуда – 15 м, площадь – 5 тыс. м2, объем – 9,6 тыс. м3, температура – +6°С. Пещера состоит из пяти залов (потолки до 10 м высоты), соединенных извилистыми ходами. На стенах и потолках имеются карры.
От входа в пещеру тоннель ведёт в зал Привходный. Его длина составляет 20 метров. Зал Привходный соединяется с залом Кружковцев, который, в свою очередь, соединён с Главным коридором низким лазом. Разветвления 350- метрового Главного коридора образуют Мышиный зал — место обитания прудовой ночницы. Коридор переходит в зал Туристов, грот с остатками хижины (об этом свидетельствует остатки каменной кладки и деревянной крыши), а затем — в выход из пещеры.
По пещере протекает одноимённый ручей. Окрестности пещеры покрыты широколиственными лесами. В пещере обитает редкий вид летучих мышей – прудовая ночница.